# Privoxy
Privoxy es un programa que funciona como servidor proxy, usado frecuentemente en combinación con Squid. Tiene capacidades avanzadas de filtrado para proteger la privacidad, modificar el contenido de las páginas web, administrar cookies, controlar accesos y eliminar anuncios, banners, ventanas emergentes y otros elementos indeseados de Internet. Privoxy tiene una configuración muy flexible y puede ser personalizado para adaptarse a las necesidades y gustos individuales. Privoxy es útil tanto para sistemas aislados como para redes multiusuario.
Privoxy está basado en el programa Internet Junkbuster y está publicado bajo la licencia pública general GNU. Se ejecuta en Linux, Windows, Mac OS X, AmigaOS, BeOS y en muchas versiones de Unix. Casi cualquier navegador debería ser capaz de usar privoxy con un mínimo de cambios.
Una lista de reglas para Privoxy bastante popular era la neilvandyke.action de Neil Van Dyke, que constaba de aproximadamente 7500 reglas.